# Bettina Schliephake-Burchardt
Bettina „Betty“ Schliephake-Burchardt (* 14. Mai 1971 in Miraflores, Peru als Bettina Schliephake) ist eine deutsche Konditormeisterin, Buchautorin und Fernsehjurorin.

## Werdegang
Die in Miraflores, Peru geborene Bettina Schliephake wuchs im Hamburger Stadtteil Volksdorf auf. Nach Abschluss der Ausbildung zur Fremdsprachenkorrespondentin absolvierte sie von 1989 bis 1992 die Ausbildung zur Konditorin in der Konditorei Steidl, Hamburg. 1993 gründete sie ihre Firma Betty’s Sugar Dreams, die 2009 in eine GmbH überführt wurde. Dort ist sie als Geschäftsführerin zusammen mit Irmtraud Schliephake im Handelsregister eingetragen. Ihr Buch „Motivtorten-Basics“ erschien 2009 und wurde 2016 in der 6. Auflage aufgelegt.
2010 gewann sie die Goldmedaille und die Auszeichnung „Best in Class“ auf der Cake International in England. 2012 stand sie mit Frank Steidl und Thomas Horn für das Kabel 1 Format „Die Torten-Tuner“ vor der Kamera.
Seit 2013 gibt die Hamburgerin Kurse für Privatleute und Fachleute (Bäcker und Konditoren) in Deutschland, Österreich und der Schweiz. Im SAT.1 Format „Das große Backen“ und dessen Ablegern „Das große Promibacken“ und „Das große Backen – Die Profis“ ist sie seit 2015 fester Bestandteil der Jury neben Christian Hümbs.
Als Mitglied des Vorstands der Konditoren-Innung-Hamburg ist sie seit 2015 tätig. Ihren Meisterbrief erhielt Schliephake 2016 im Konditoren-Handwerk. Als erste Europäerin stellte sie sich 2016 der amerikanischen Tortenvereinigung ICES und bestand die Prüfung zur Certified Master Sugar Artist in Alabama. Ebenfalls 2016 begann sie ihren eigenen YouTube-Kanal mit Anleitungen und Rezeptvideos.
An der Akademie Deutsches Bäckerhandwerk in Weinheim nahm sie 2017 an einer Fortbildung für Chocolatiers, Meister im Konditorenhandwerk oder Bäckerhandwerk teil und wurde zu einer der ersten zertifizierten Schokoladen-Sommeliers weltweit.
Ihr 25-jähriges Firmenjubiläum feierte Schliephake 2018 in Hamburg. Zu dem 2018 erschienenen Fachbuch „Törtchen: Kunstvolle Konditorei im Kleinformat“ steuerte sie als Co-Autorin 12 Rezepte und Anleitungen unter der Überschrift „Cake Design“ bei. Weitere Co-Autoren neben Herausgeber Bernd Siefert (ehemaliger Weltmeister des Konditorhandwerks) waren Norman Hunziker, Matthias Ludwigs (Pâtissier des Jahres 2009) und Felix Vogel.

## Werke
- Motivtorten-Basics. Verlag tintho:media, 2009, ISBN 978-3-9813292-0-9.
- Törtchen: Kunstvolle Konditorei im Kleinformat. Matthaes Verlag, 2018, ISBN 978-3-87515-134-3.

## Fernsehen
- 2013: Die Torten-Tuner, Kabel eins
- seit 2015: Das große Backen, Sat.1, Jurorin
- 2016: Das große Promibacken – Osterspezial, Sat.1, Jurorin
- 2016, 2018: Das große Promibacken – Weihnachtsspezial, Sat.1, Jurorin
- seit 2017: Das große Backen – Promispezial, Sat.1, Jurorin
- seit 2019: Das große Backen – Die Profis, Sat.1, Jurorin